# Lorttjärnen (Norrbärke socken, Dalarna)
Lorttjärnen är en sjö i Smedjebackens kommun i Dalarna och ingår i Norrströms huvudavrinningsområde.